# Festival olympique de la jeunesse européenne 2011
Navigation
2009 2013
Le Festival olympique de la jeunesse européenne 2011 se déroule à Trabzon, Turquie du 24 au 29 juillet 2011.

## Sports présents
| - Athlétisme - Basket-ball - Cyclisme | - Gymnastique - Handball - Judo | - Natation - Tennis - Volley-ball |

## Sites des compétitions
| - 19 May Arena (Basket-ball féminin) - Araklı Arena (Volley-ball masculin) - Arsin Arena (Volley-ball féminin) - Beşirli Court (Tennis) - Çarşıbaşı Arena (Handball masculin) - M. Akif Ersoy Arena (Natation) | - Of Arena (Judo) - Pelitli Arena (Basket-ball masculin) - Söğütlü Stadium (Athlétisme) - Trabzon-Rize Highway (Cycling) - Vakfıkebir Arena (Handball féminin) - Yomra Arena (Gymnastique) |

## Nations participantes
| - Albanie - Andorre - Arménie - Autriche - Azerbaïdjan - Biélorussie - Belgique (82) - Bosnie-Herzégovine - Bulgarie - Croatie - Chypre - République tchèque - Danemark - Estonie - Finlande (67) - France (96) | - Géorgie - Allemagne - Royaume-Uni (64) - Grèce - Hongrie - Islande - Irlande (29) - Israël - Italie (77) - Lettonie - Liechtenstein - Lituanie (51) - Luxembourg - Macédoine - Malte - Moldavie | - Monaco - Monténégro - Pays-Bas - Norvège - Pologne - Portugal - Roumanie - Russie - Saint-Marin - Serbie - Slovaquie - Slovénie - Espagne - Suède - Suisse - Turquie (140) - Ukraine |

## Calendrier des compétitions
| CO | Cérémonie d'ouverture | ● | Compétitions | 1 | Finales | CC | Cérémonie de clôture |

| Juillet 2011            | 24 Dim | 25 Lun | 26 Mar | 27 Mer | 28 Jeu | 29 Ven | Médaille d'or |
| ----------------------- | ------ | ------ | ------ | ------ | ------ | ------ | ------------- |
| Cérémonies              | CO     |        |        |        |        | CC     |               |
| Athlétisme              |        | 2      | 9      | 5      | 10     | 10     | 36            |
| Basket-ball             |        | ●      | ●      | ●      | ●      | 2      | 2             |
| Cyclisme                |        |        | 1      | 1      | 1      |        | 3             |
| Gymnastique             |        | ●      | ●      | ●      | ●      | 14     | 14            |
| Handball                |        | ●      | ●      | ●      | ●      | 2      | 2             |
| Judo                    |        |        | 4      | 4      | 4      | 3      | 15            |
| Natation                |        | 8      | 7      |        | 8      | 8      | 31            |
| Tennis                  |        | ●      | ●      | ●      | ●      | 4      | 4             |
| Volley-ball             |        | ●      | ●      | ●      | ●      | 2      | 2             |
| Nbr de Médaille d'or    |        | 10     | 21     | 10     | 23     | 45     | 109           |
| Total de médailles d'or |        | 10     | 31     | 41     | 64     | 109    |               |

## Liste des médaillés
| Evenement                   | Or                                                             | Argent                                                             | Bronze                                                          |
| Homme                       | Homme                                                          | Homme                                                              | Homme                                                           |
| --------------------------- | -------------------------------------------------------------- | ------------------------------------------------------------------ | --------------------------------------------------------------- |
| Concours général par équipe | Russie - Grigorii Zyrianov - Andrey Lagutov - Sergey Stepanov  | Royaume-Uni - Courtney Tulloch - Frank Baines - Dominik Cunningham | Suisse - Christian Baumann - Marco Walter - Edy Yusof           |
| Concours général individuel | Courtney Tulloch                                               | Daniel Radeanu                                                     | Vasili Mikhalitsyn                                              |
| Sol                         | Daniel Radeanu                                                 | Frank Baines                                                       | Andrey Lagutov                                                  |
| Cheval d'arçon              | Vasili Mikhalitsyn                                             | Sergey Stepanov                                                    | Maxime Gentges                                                  |
| Anneaux                     | Courtney Tulloch                                               | Stephen Micholet                                                   | Ibrahim Colak                                                   |
| Saut                        | Julian Perez Marchant                                          | Marco Walter                                                       | Christian Baumann                                               |
| Barres parallèles           | Frank Baines                                                   | Andrei Ioan Groza                                                  | Vasili Mikhalitsyn                                              |
| Barre fixe                  | Christian Baumann                                              | Robert Tvorogal                                                    | Karl Kosztka                                                    |
| Femme                       |                                                                |                                                                    |                                                                 |
| Concours général par équipe | Roumanie - Larissa Iordache - Georgiana Gheorghe - Maria Balea | Allemagne - Sophie Scheder - Cagla Akyol - Janine Berger           | Russie - Anna Rodionova - Evgeniya Shelgunova - Kristi Sidorova |
| Concours général individuel | Larissa Iordache                                               | Erika Fasana                                                       | Elisa Meneghini                                                 |
| Saut                        | Janine Berger                                                  | Larissa Iordache                                                   | Erika Fasana                                                    |
| Barres asymétriques         | Noemi Makra                                                    | Larissa Iordache                                                   | Erika Fasana                                                    |
| Poutre                      | Larissa Iordache                                               | Gabrielle Jupp                                                     | Francesca Deagostini                                            |
| Sol                         | Larissa Iordache                                               | Erika Fasana                                                       | Evgeniya Shelgunova                                             |

## Tableau des médailles
| Rang  | Nation             | Or  | Argent | Bronze | Total |
| ----- | ------------------ | --- | ------ | ------ | ----- |
| 1     | Russie             | 21  | 17     | 16     | 54    |
| 2     | Royaume-Uni        | 17  | 10     | 6      | 33    |
| 3     | Ukraine            | 8   | 4      | 3      | 15    |
| 4     | Italie             | 7   | 12     | 12     | 31    |
| 5     | Roumanie           | 6   | 7      | 1      | 14    |
| 6     | Hongrie            | 5   | 3      | 5      | 13    |
| 7     | Allemagne          | 4   | 12     | 8      | 24    |
| 8     | France             | 4   | 7      | 5      | 16    |
| 9     | Biélorussie        | 4   | 1      | 4      | 9     |
| 10    | Lituanie           | 3   | 4      | 3      | 10    |
| 11    | Slovénie           | 3   | 3      | 3      | 9     |
| 12    | Espagne            | 3   | 0      | 2      | 5     |
| 13    | Belgique           | 2   | 5      | 8      | 15    |
| 14    | Tchéquie           | 2   | 2      | 5      | 9     |
| 15    | Suisse             | 2   | 2      | 2      | 6     |
| 16    | Pays-Bas           | 2   | 1      | 6      | 9     |
| 17    | Pologne            | 2   | 1      | 5      | 8     |
| 18    | Irlande            | 2   | 1      | 4      | 7     |
| 19    | Suède              | 2   | 1      | 0      | 3     |
| 20    | Turquie            | 2   | 0      | 7      | 9     |
| 21    | Danemark           | 2   | 0      | 3      | 5     |
| 22    | Lettonie           | 1   | 3      | 1      | 5     |
| 23    | Azerbaïdjan        | 1   | 2      | 0      | 3     |
| 24    | Géorgie            | 1   | 1      | 4      | 6     |
| 25    | Croatie            | 1   | 1      | 2      | 4     |
| 26    | Grèce              | 1   | 1      | 0      | 2     |
| 27    | Israël             | 1   | 0      | 1      | 2     |
| 28    | Serbie             | 0   | 3      | 2      | 5     |
| 29    | Finlande           | 0   | 2      | 1      | 3     |
| 30    | Autriche           | 0   | 1      | 1      | 2     |
| 30    | Chypre             | 0   | 1      | 1      | 2     |
| 32    | Bulgarie           | 0   | 1      | 0      | 1     |
| 33    | Arménie            | 0   | 0      | 1      | 1     |
| 33    | Bosnie-Herzégovine | 0   | 0      | 1      | 1     |
| 33    | Slovaquie          | 0   | 0      | 1      | 1     |
| Total | Total              | 109 | 109    | 124    | 342   |